# Leiopus histrionicus
Leiopus histrionicus là một loài bọ cánh cứng trong họ Cerambycidae.